# Hillman Vortic
La Vortic è un'autovettura di classe superiore prodotta dalla Hillman dal 1928 al 1932.
Era dotata di un motore a otto cilindri in linea da 2.618 cm³ di cilindrata. La trazione era posteriore, mentre le sospensioni erano a balestra semiellittica.